# Helmi Höhle
Helmi Höhle (13 de octubre de 1924-30 de enero de 2012) fue una deportista alemana que compitió para la RFA en esgrima, especialista en la modalidad de florete. Ganó tres medallas en el Campeonato Mundial de Esgrima entre los años 1957 y 1959.

## Palmarés internacional
| Campeonato Mundial | Campeonato Mundial          | Campeonato Mundial | Campeonato Mundial  |
| Año                | Lugar                       | Medalla            | Prueba              |
| ------------------ | --------------------------- | ------------------ | ------------------- |
| 1957               | París (Francia)             | Medalla de plata   | Florete por equipos |
| 1958               | Filadelfia (Estados Unidos) | Medalla de plata   | Florete por equipos |
| 1959               | Budapest (Hungría)          | Medalla de bronce  | Florete por equipos |